# Gorjani, Videm
Gorjani (furlansko Montenârs, italijansko Montenars) so občina v nekdanji Pokrajini Videm v avtonomni deželi Furlaniji - Julijski krajini. Občina ima 491 prebivalcev. 

## Geografska lega

### Sosednje občine
Občina Gorjani meji z občinami Humin, Bardo, Čenta, Magnano in Riviera in Ratenj.

## Naselja
- Bulons
- Capovilla / Sunvile
- Cologna / Cologne
- Cretto / Socret
- Flaipano / Flaipan
- Frattins / Fratins
- Iouf / Jôf
- Isola / Isule
- Lazzaretto / Lazaret
- Plazzaris / Plaçariis (Plaçaries)
- Ravistagno / Rivistagn (Cjiscjelat)
- San Giorgio / San Zorç
- Sant'Elena / Sante Eline
- Santa Maria Maddalena / Sante Marie Madalene